# Vesper
Vesper je kutnohorská kapela. Existuje od roku 2007. Hraje výhradně autorský česky zpívaný repertoár ve vlastním vyhraněném stylu, který označuje jako hard-pop, a který je jistou formou pop-rocku. Hudba kapely Vesper je charakteristická vícehlasými vokály, výraznými melodickými linkami, kytarovými rify a klávesovými vyhrávkami, které podkládá příjemně rytmický a patřičně nabroušený doprovod. Vtipné, většinou však ironizující až sarkastické texty vypráví převážně o mezilidských vztazích, případně o společenských a kulturních jevech.
V roce 2017 kapela připravila koncepční album Pan Optikum (vydáno 2018), ve kterém dala důraz na popisné charakteristiky lidských negativních vlastností a archetypů, a na kterém spolupracoval i herec a profesor Jan Přeučil (2017). Zároveň navázala spolupráci s Ondřejem Škochem (ex-Chinaski, 2018) a v projektu Music Cluster začala pod dohledem jeho, Darka Krále a Štěpána Škocha pracovat na novém zvuku kapely.
Nastoupený trend spolupráce Vesper / O. Škoch vyústil v realizaci šestého řadového alba s lakonickým názvem VI. (vydáno 2021). Kapela opustila koncepční pojetí a připravila stylově pestré album s jasnějším příklonem k modernímu popu. V tomto nastoupeném trendu pokračuje i na albu Nová vlna se starým obsahem, které vyšlo 21. 8. 2023.

## Členové
současní
- Milan Jahodář – basová kytara, zpěv
- Martin Jahodář – sólová kytara
- Martin Kučva - bicí (host)
- prof. Cyril Rambajz - samples

bývalí
- Pavel Mojžíš
- Petr Capoušek
- Michal Bartůněk
- Jan Dvořák
- Monika Kabíčková
- Pavel Ladra

## Diskografie
Řadová alba
- Kroky starejch bláznů (2010)
- Papírovej osud (2014)
- Smrti blíž (2015)
- Blýská se tkání (2016)[7],[8]
- Pan Optikum (2018)[9]
- VI (2021)[10]
- Nová vlna se starým obsahem (2023)[11]

Demosnímky
- Odnikud nikam (2009)
- Ani náhodou (2009)

Videoklipy
- Ztracená
- Troskoid
- Youtuber
- Černokněžník
- Pilotka
- Prospektor
- Lovec úsměvů
- Nemůžu unést
- Santa Klaus
- Bomby
- Jan 8.12.
- Nenasytnej Vláďa
- Mraků se ptej
- O Vánocích

## Hudební a vizuální styl
Jednotliví členové kapely Vesper se rekrutovali z kapel, které působily v oblasti folku a folkrocku. Tyto vlivy jsou silně zřetelné i v rané tvorbě Vesperu. Postupně se zvuk a styl kapely tavil do tvrdší podoby a osciloval na pomezí klasického bigbítu a rocku se znatelnými prvky hard-rocku. Tento stylový trend byl typický pro alba Papírovej osud a Smrti blíž. Následoval další posun, kdy se kapela postupně odpoutávala od typických rockových a hard-rockových prvků a spíše směřovala k tvrdším odnožím popu. Znatelné to začalo být na albech Blýská se tkání a Pan Optikum, i když poslední jmenované je v diskografii kapely výjimečné i svou celkovou koncepcí. Snaha kapely vyústila v definici vlastního stylu, který Vesper nazývají hard-pop a jde v podstatě o melodickou muziku vykazující popové prvky a postupy, ale stále podloženou tvrdším kytarovým zvukem a rockovou rytmikou. Kapela tvoří výhradně v českém jazyce a žádné pokusy o průniky za hranice ČR nechystá.
Se stylovým vývojem v hudebním výrazu kapely šel ruku v ruce i vývoj v oblasti vizuální prezentace. První koncerty se kapela nesnažila prakticky o žádné kostýmové variace. Zhruba okolo roku 2015 si najala vizážistku a došlo ke sladění oděvních prvků tak, aby kapela jako celek působila na pódiu kompaktně. Stále ale šlo o vizuální styl „kluci v tričkách a džínách“. Zlom nastal v roce 2017, kdy se kapela rozhodla pro celkovou vizuální změnu a zvolila již klasické koncertní kostýmy. Poznávacím znakem jsou steampunkové prvky, které se prolínají napříč kostýmy všech muzikantů. V souvislosti s albem VI však kapela opustila dosavadní pódiovou prezentaci a nastoupila cestu sladěného moderního outfitu, který lépe koresponduje s novým, moderně-popovým zvukem kapely.

## Fotogalerie

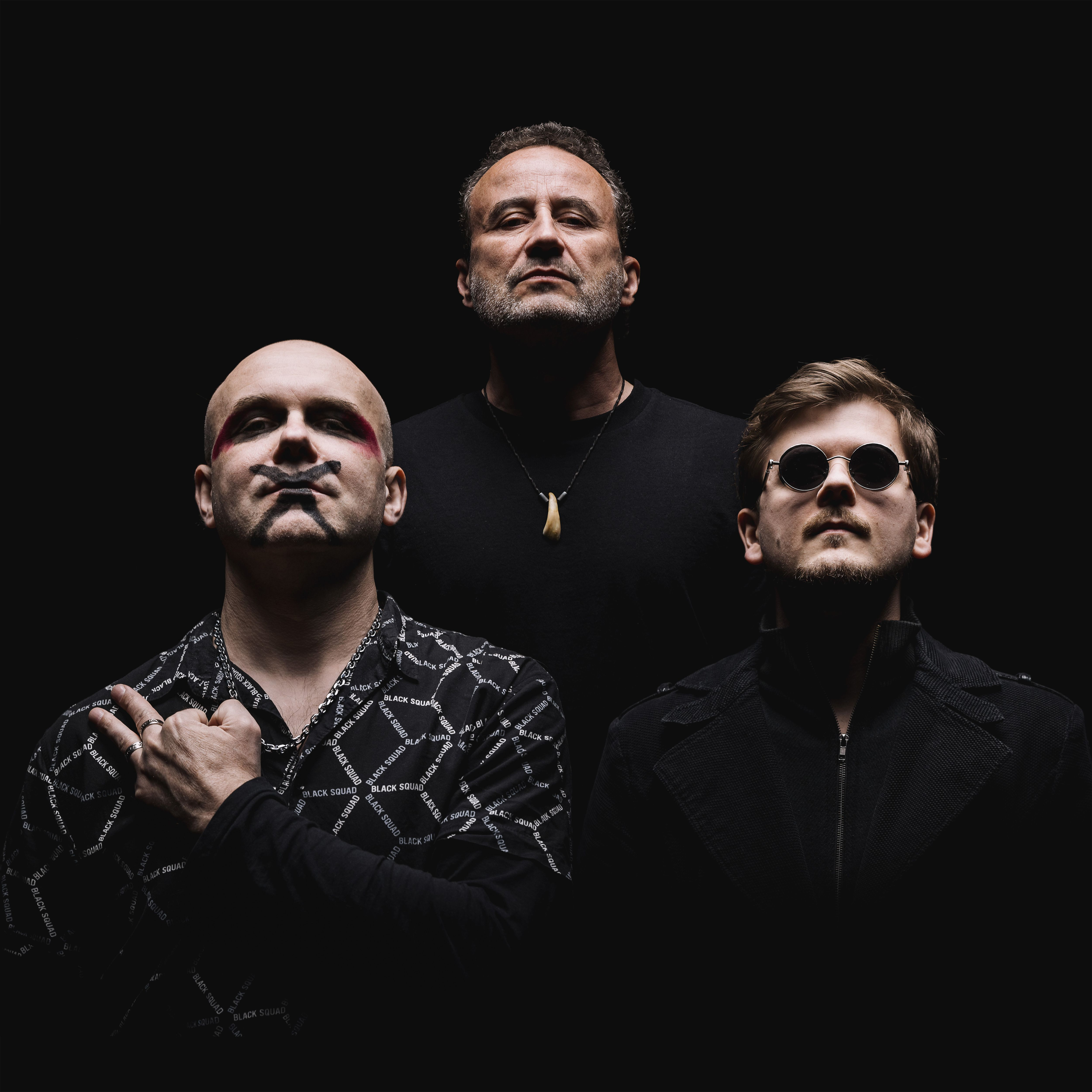
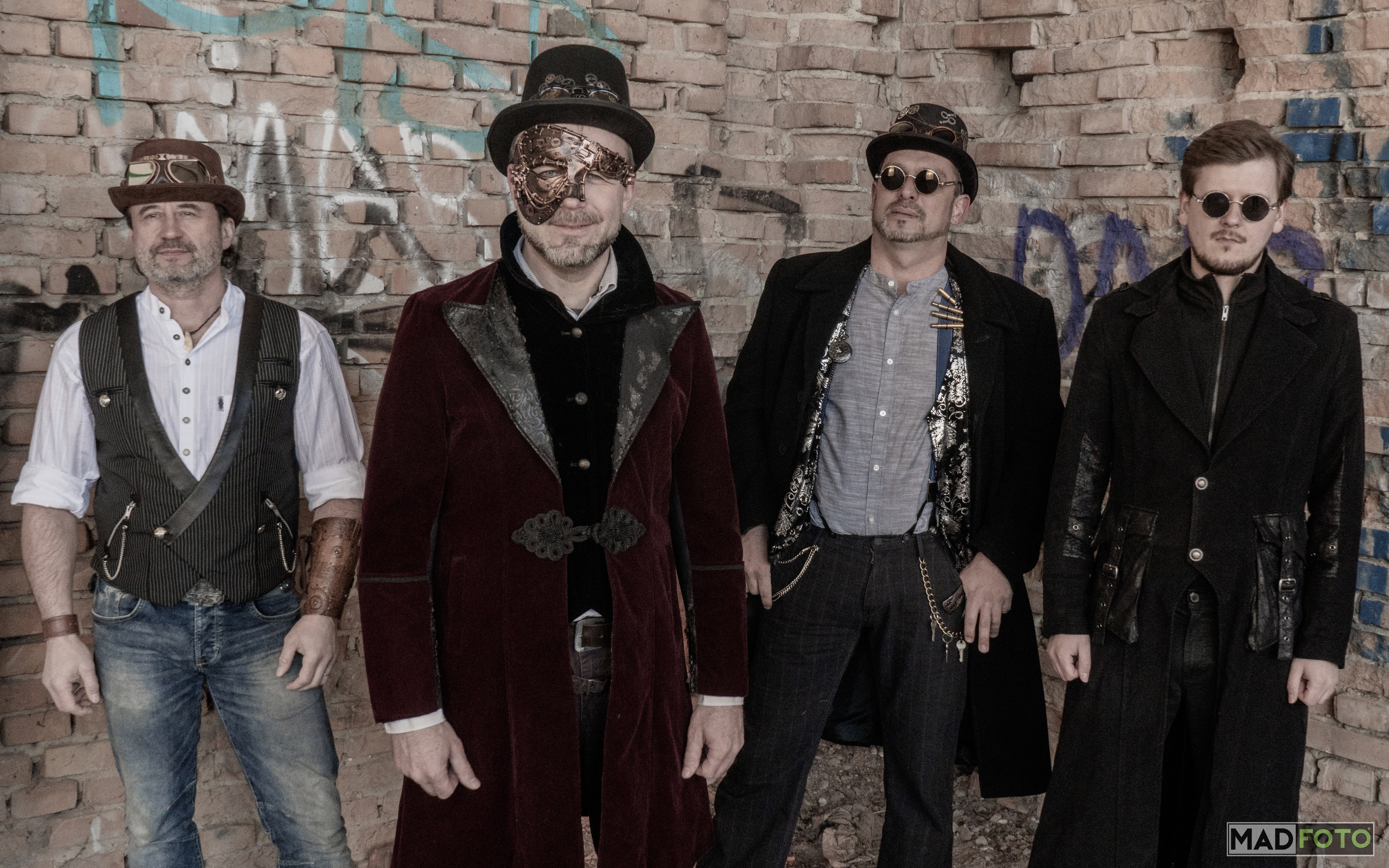
VESPER 2020
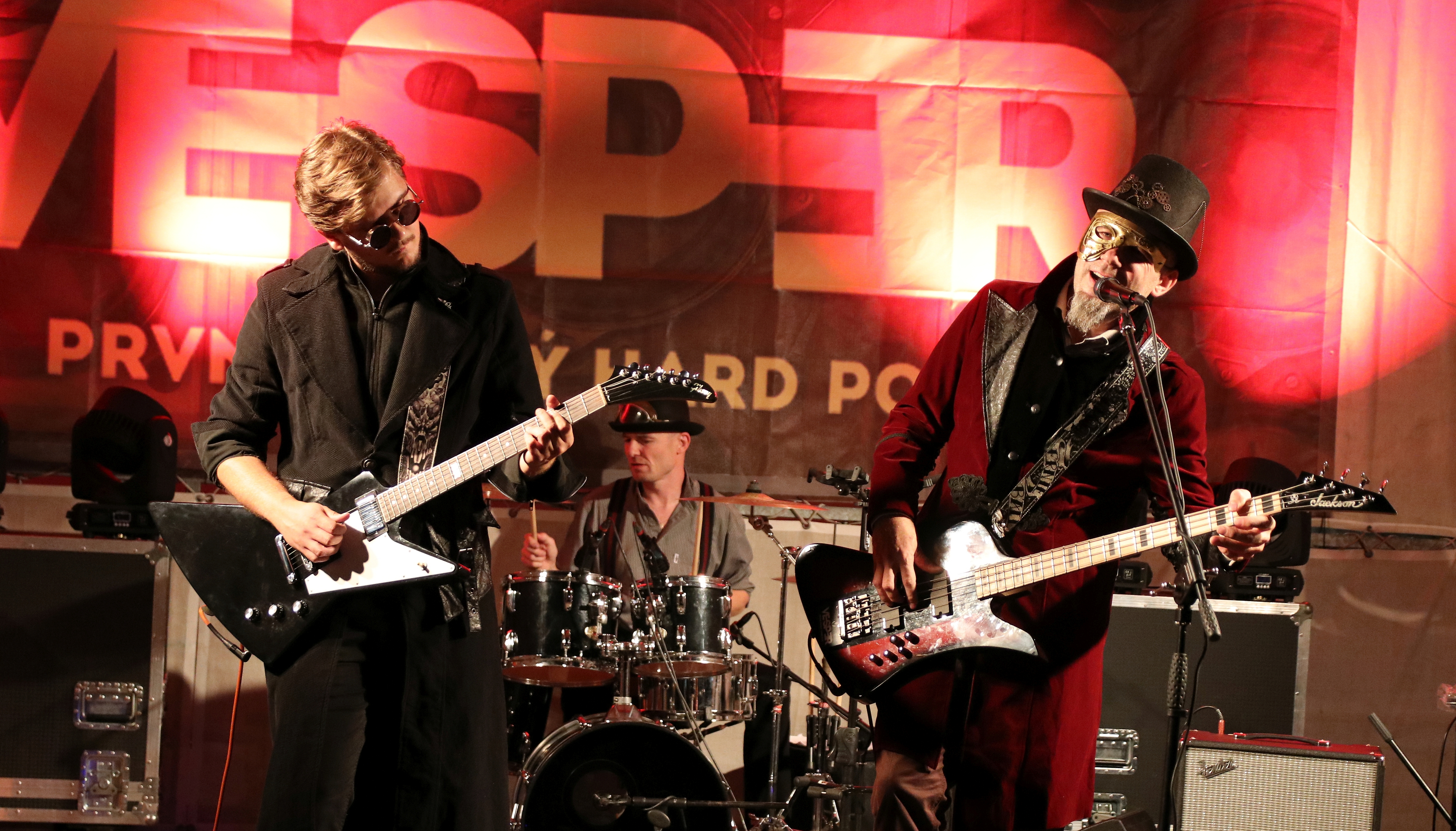
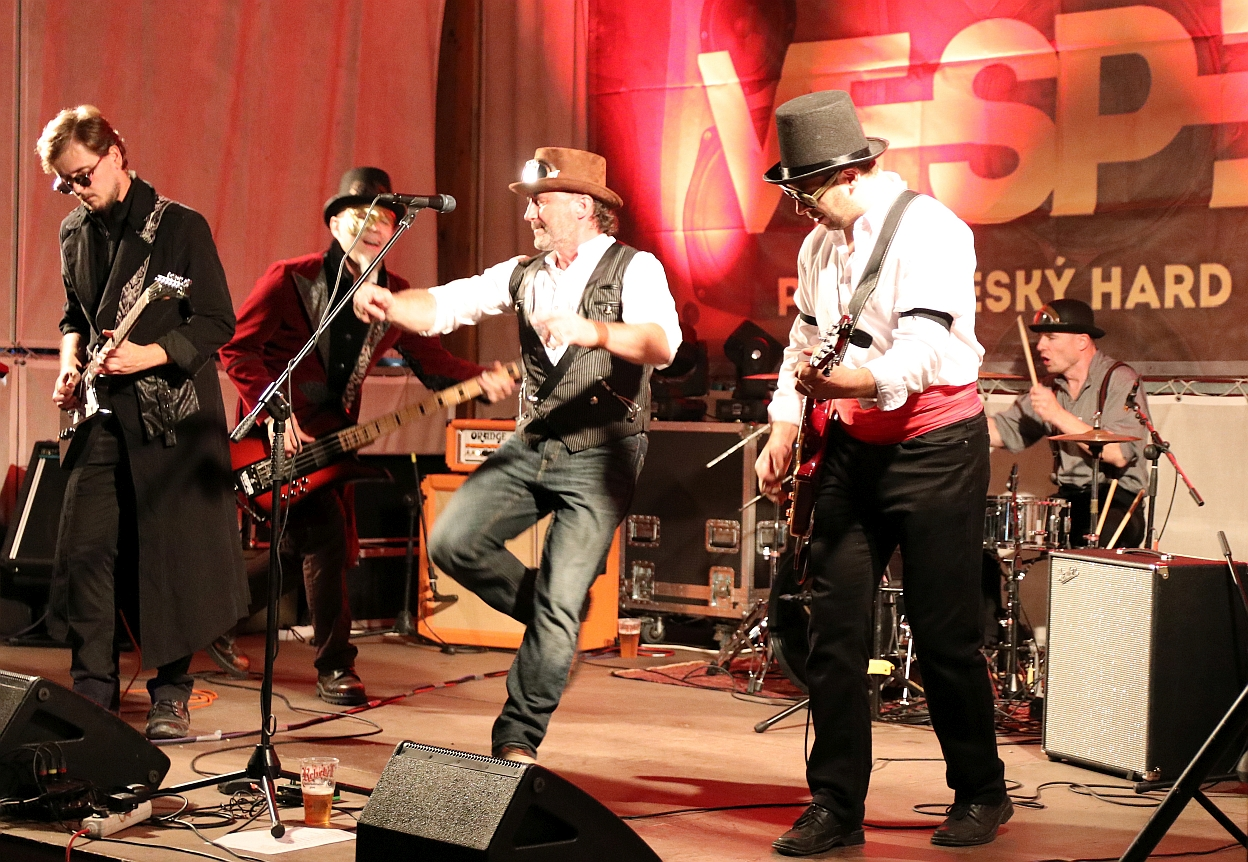
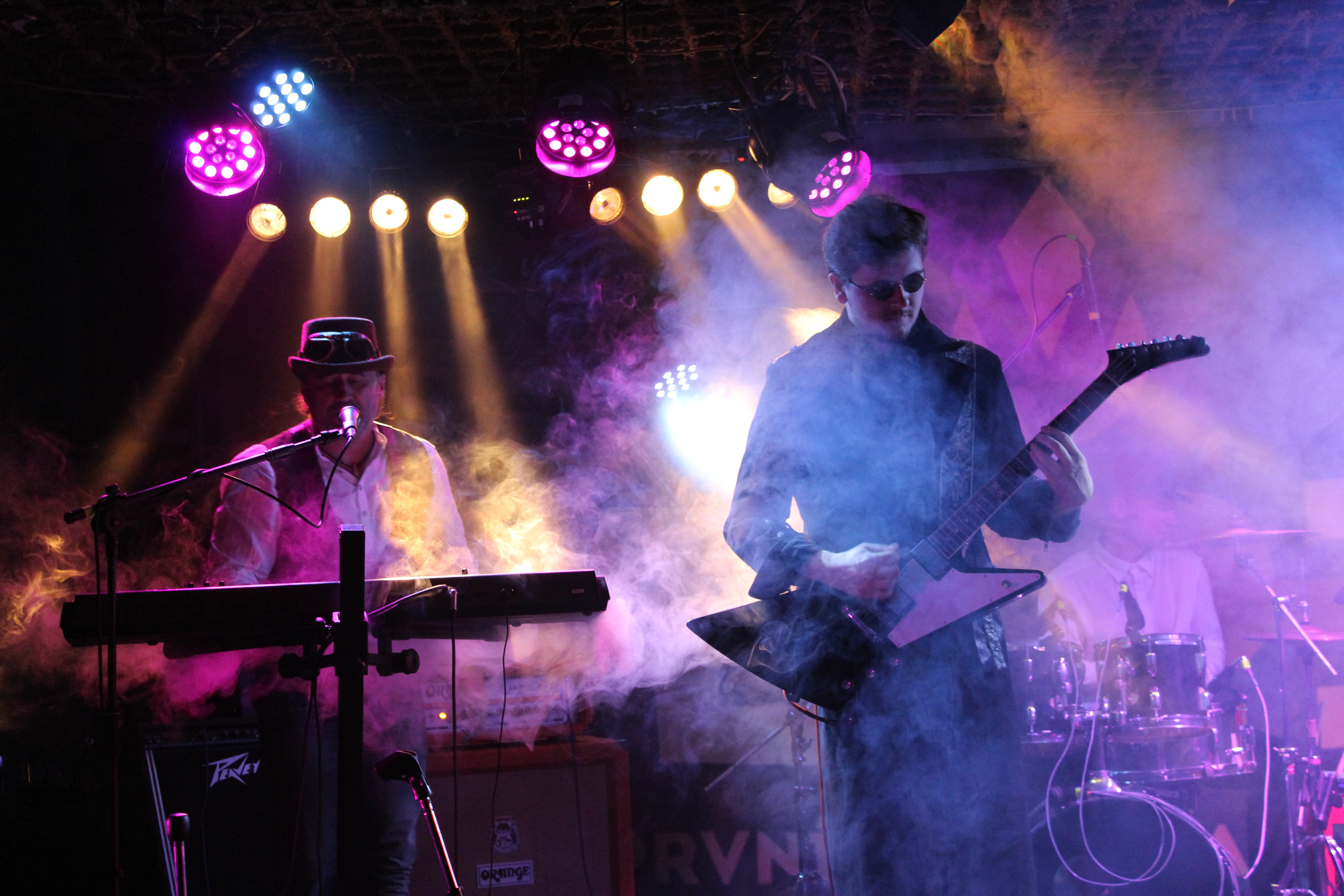
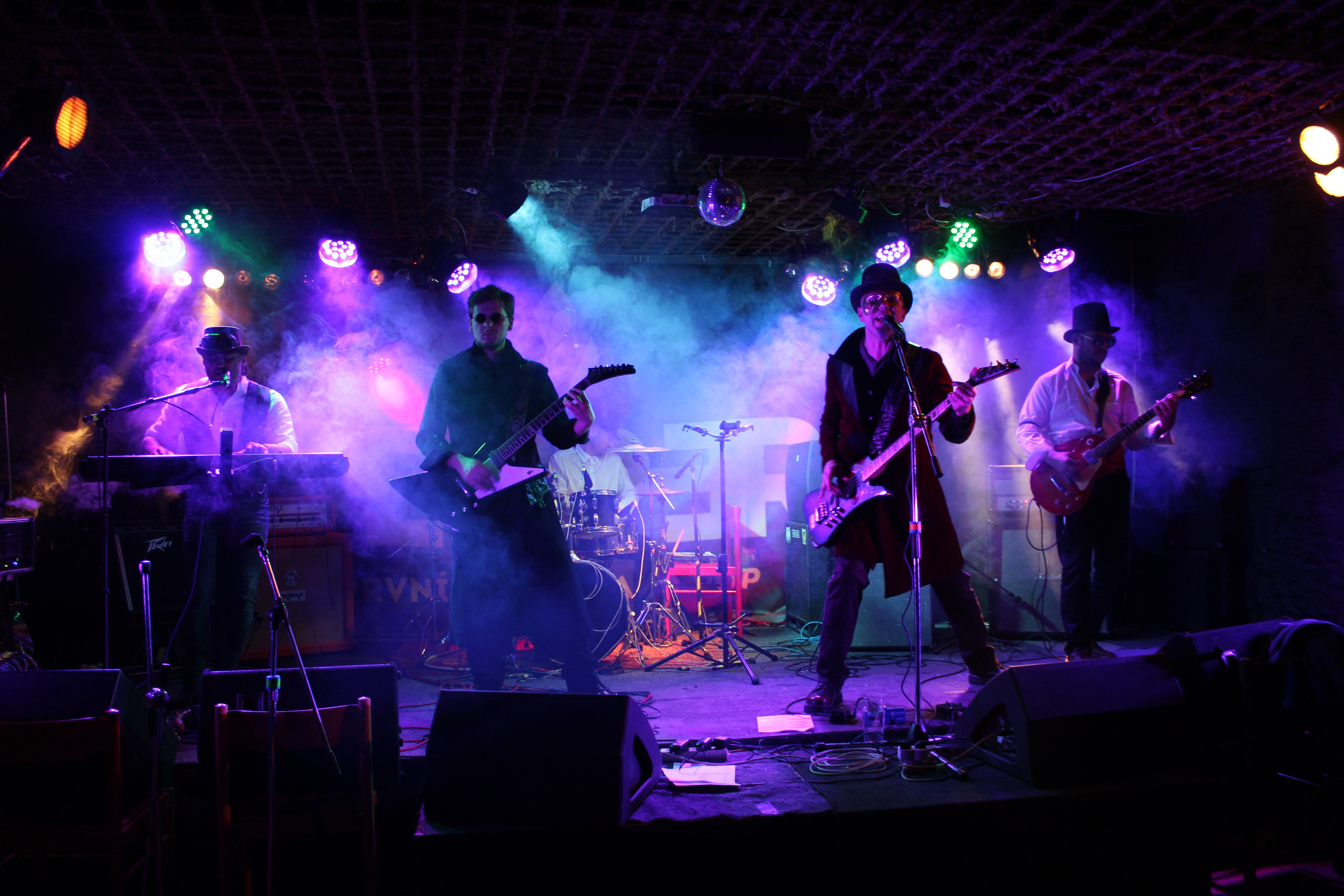